# 西方藩
西方藩（にしかたはん）は、江戸幕府開幕前後の時期に、下野国都賀郡西方（現在の栃木県栃木市西方地区付近）を居所とした藩。会津征伐に先立って上杉家を退去した藤田信吉が、徳川家から1万5000石を与えられて入封したが、大坂夏の陣後に改易された。

## 歴史

### 前史
「西方」は室町時代から見られる広域地名で、宇都宮氏の支配下にあって宇都宮城から西の方向に位置することから来ているとも、思川の西側（右岸）であることから来ているともいう。西方には宇都宮泰宗の子とされる西方景泰を祖とする西方氏がおり、西方城（別名：鶴ヶ岡城、栃木市西方町本城）を居城としていた。
豊臣秀吉の小田原征伐後に西方領は没収されて結城秀康に与えられ、西方綱吉は宇都宮氏の家臣として赤坂（現在の栃木県市貝町）へ移封することで家名を保ったとされている。結城領時代の西方城の状況は不明である。

### 立藩から廃藩まで
藤田信吉は、武蔵国の国衆であった藤田氏の出身とされ（一説に藤田康邦の子）、北条家・武田家・上杉家に転仕した。上杉景勝のもとでも重用され、慶長3年（1598年）には会津の領主となった景勝から越後津川城を与えられたが、慶長5年（1600年）に上杉家を出奔した。上杉家と家康との関係を改善しようとしたが、内通を疑われて孤立したためという。関ヶ原の戦いの後、家康から下野西方1万5000石を与えられた。
入封の時期については、慶長5年（1600年）とする説、慶長7年（1602年）以前と下限を示す記述などの各説がある。前領主である結城秀康は慶長5年（1600年）11月に越前一国（福井藩参照）を与えられ、翌慶長6年（1601年）7月に北庄城（のちの福井城）に入城している。
信吉は西方城の南東に新たに「二条城」を築いて居城にしたと伝えられている。すでに戦国期に築かれていたものを修築して使用したとの説もある。なお、「二条城」はもとは「新城（にいじよう）」と呼ばれていたものが変化したと推測されている。
西方城の城付村として、それまでは6か村が数えられていたが、慶長年間（1596年 - 1615年）には「西原」と呼ばれる地域に新たに4か村が成立した。また、信吉の下知によって柴村（現在の西方町元の一部）から民家50軒を分けて金崎村（現在の西方町金崎）を成立させており、金崎村は日光例幣使街道金崎宿を形成することになる。なお、これらの村々は江戸時代に「西方郷13か村」と総称され、近代にはこれを母体として西方村が編成される。
また、思川（小倉川）の小倉堰は、藤田信吉が作らせた取水堰が始まりとされている。
慶長7年（1602年）、佐竹義宣が常陸水戸から出羽久保田藩へ減移封されたとき、水戸城の接収を担当していた。大坂の陣にも従軍したが、戦後に改易された。慶長20年（1615年）の夏の陣の折に榊原康勝軍の軍監を務めていた際に失態があったこと、戦功に対する不満からの失言があったことなど諸々の理由を挙げられたという。改易の時期についても元和元年（1615年）説・元和2年（1616年）がある。これにより西方藩は廃藩となった。
藤田信吉は、元和2年（1616年）7月14日に57歳で死去した。西方町元の実相寺に墓所がある。

## 歴代藩主
藤田家
外様。1万5000石
1. 信吉